# Pavonia opulifolia
Pavonia opulifolia là một loài thực vật có hoa trong họ Cẩm quỳ. Loài này được S. Moore mô tả khoa học đầu tiên năm 1895.